# San Isidro (Norra Samar)
San Isidro (Bayan ng San Isidro) är en kommun i Filippinerna. Kommunen ligger på ön Samar, och tillhör provinsen Norra Samar. Folkmängden uppgår till 22 847 invånare.
San Isidro är indelat i 14 barangayer.